# Szentendre
Szentendre, o Sant'Andrea in italiano (in tedesco Sankt Andrä; in slovacco Svätý Ondrej; in croato Senandrija; in serbo Сентандреја?, Sentandreja; in latino Ulcisia Castra, poi Castra Constantia ed infine Sanctus Andreas), è una città che si trova lungo il Danubio, nella contea di Pest, in Ungheria, a circa 20 km a nord di Budapest. La città è nota per i suoi numerosi musei e gallerie d'arte. Nel 2019 ha ottenuto il Marchio del patrimonio europeo.

## Storia

### Storia della città
La zona dove sorge oggi Szentendre era abitata già in epoca pre-romana prima dagli Illiri  e poi dai Celti della tribù degli Eravisci. I Romani vi giunsero alla fine del I secolo d.C. sotto l'impero di Traiano e nell'ambito delle fortificazioni del limes costituito dal Danubio, vi costruirono un accampamento fortificato allora chiamato Ulcisia Castra (vedi paragrafo successivo e relativa nota). Come consueto intorno all'accampamento sorse un villaggio che ospitava le famiglie dei militari, gli artigiani e i mercanti che lavoravano per i militari. Le fortificazioni resistettero fino alla prima metà del V secolo. Il campo in pietra, che misurava 134x205 metri, ospitò da Traiano al 140 circa la cohors I Thracum civium romanorum pia fidelis, e da Marco Aurelio a Caracalla la cohors I milliaria Aurelia Antonina Surorum sagittaria. Sotto Costantino fu dislocata invece un'unità di eques Dalmatae.
Dopo la caduta dell'impero romano la zona fu occupata prima dagli Unni, poi da varie tribu germaniche, quindi dai Longobardi ed infine dagli Avari che vi restarono per circa 250 anni.
Nel IX secolo il territorio fu occupato dai Magiari, risulta che tale Kurszan, uno di generali dell'esercito degli Arpadi, occupò la città insediandosi in uno dei fortini di osservazione ancora in piedi.
Dopo la conquista di Buda (1541) Szentendre cadde nelle mani dei turchi sotto i quali rimase per circa 150 anni fino a quando venne liberata nel 1684 da Carlo V di Lorena.
Dopo l'ennesima riconquista di Belgrado da parte dei turchi nel 1690, la città divenne il rifugio di un gran numero di emigranti, in gran parte serbi (circa 6 000), ma anche di altre regioni balcaniche (croati, slovacchi, greci) che fuggivano dalla loro patria a causa delle rappresaglie dei turchi. I gruppi serbi conservarono il ricordo delle loro origini costruendo ciascuno la propria chiesa e stabilendosi attorno ad essa. I loro rappresentanti furono molto attivi presso la corte degli Asburgo ed ottennero diversi privilegi: libertà della religione, elezione autonoma dei giudici, una propria scuola, uso della lingua originaria e detrazioni fiscali.
Nella prima metà del XIX secolo la città conobbe gravi difficoltà, dovute in gran parte a disastri naturali. In primo luogo vi furono varie inondazioni del Danubio, di cui la più grave il 13 marzo 1838, che la danneggiò gravemente. Un altro disastro fu dovuto ad un parassita della vite, la fillossera, che nel 1882 colpì le piantagioni provocandone la quasi totale distruzione e conseguenti gravissimi danni economici. Alla fine del secolo comunque il declino della città si era arrestato grazie soprattutto al fatto che l'introduzione della ferrovia locale nel 1888 e l'avvio della navigazione a vapore sul Danubio, consentono a molte persone di trovare occasioni di lavoro nella vicina Budapest che si era rapidamente industrializzata.
Nel XX secolo la cittadina divenne importante grazie anche al fatto che agli inizi degli anni venti ci si trasferirono pittori e scultori, affascinati dall'atmosfera mediterranea del luogo ed alla ricerca di un posto tranquillo per la loro attività artistica, formando così una colonia di artisti. Oggi Szentendre è diventata meta turistica, ricca di musei e di programmi culturali.

### Storia del nome della città
L'antico nome di Ulcisia Castra (in italiano "forte del lupo"), nome che i romani avevano preso dagli Eravisci (popolazione presente sul luogo), aggiungendo castra, che stava ad indicare l'impianto militare che avevano costruito in quella zona di frontiera dell'impero nel I secolo d.C., fu poi cambiato nel IV secolo in Castra Constantia, in onore dell'imperatore Costante I, all'epoca regnante.
Nel medioevo il nome venne nuovamente cambiato in Sanctus Andreas, che diventa nel latino medioevale Sanct Andrae, che poi diverrà l'attuale Szentendre. Il nome Sanctus Andreas è dovuto al fatto che l'insediamento medievale venne costruito intorno alla collina sulla cui cima si trovava la chiesa eretta in onore di Sant'Andrea, santo che aveva dato il nome anche all'isola nel Danubio di fronte alla cittadina.

## Luoghi d'interesse

### Musei

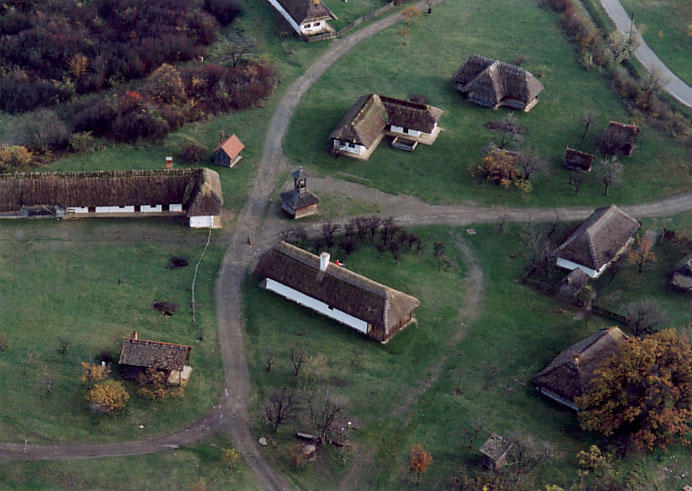
Museo etnografico all'aperto

- Museo della diocesi serbo-ortodossa (Szerb Ortodox Egyházműveszeti Múzeum) - Contiene la collezione d'arte sacra della diocesi serbo-ortodossa di Szentendre che comprende Ungheria e Romania.
- Museo Etnografico all'aperto - Il Museo si trova a circa 1 km a nord-est del centro. In una superficie all'aperto presenta l'architettura, l'arredamento e gli elementi della vita quotidiana nei paesi e nelle fattorie delle varie regioni dell'Ungheria raggruppate in nove aree, nel periodo fra la fine del XVIII secolo e la metà del XX secolo. Il museo è stato realizzato a partire dal 1967. Attualmente sono complete le aree del: Alto Tibisco, Bakony, Colline del Balaton, Transdanubio meridionale, Transdanubio occidentale, Grande Pianura nord-occidentale. Sono in fase di completamento le aree: Alta Ungheria, Centri agricoli della pianura centrale. Attualmente sono presenti circa 400 costruzioni fra case, chiese, fattorie, ponti e altri edifici, nella maggior parte ricostruiti.
- Collezione Anna Margit e Ámos Imre - È una piccola collezione delle opere dei due coniugi ungheresi.
- Casa delle Arti Popolari - In uno dei palazzi più antichi di Szentendre, sono ospitati una mostra di bambole antiche fatte a mano, vestite con costumi popolari e una mostra di soldatini di piombo, intitolata “Storia in miniatura”, in cui sono esposte le figure di soldati della storia ungherese.
- Museo Barcsay - Espone le opere di Jenő Barcsay (1900-1988), il rappresentante più noto del costruttivismo ungherese.
- Museo Czóbel - Espone le opere di Béla Czóbel (1883-1976) pittore dell'espressionismo e fauvismo.
- Museo Ferenczy - Mostra permanente della famiglia Ferenczy: Károly Ferenczy (1862-1917), uno dei fondatori della colonia di artisti di Nagybánya (Baia Mare, in Romania), sua moglie, Olga Fialka (1848-1930), i figli, Valér Ferenczy (1885-1954), Béni Ferenczy (1890-1967), Noémi Ferenczy (1890-1957).
- Museo Kmetty e Collezione Kerényi - János Kmetty (1889-1975) è uno dei pittori del cubismo ungherese. Jenő Kerényi (1908-1975), scultore di opere collocate per lo più in luoghi pubblici.
- Collezione ceramiche Margit Kovács - La collezione è ospitata in una casa barocca del 1750, mostra i lavori della ceramista e grafica Margit Kovács (1902-1977), che fu una delle artiste che per prime si stabilì a Szntendre.
- Pinacoteca di Szentendre - Si trova nella piazza principale di Szentendre, Fő tér, nell'ex collegio dei mercanti. Ospita mostre temporanee rappresentative. L'ultima sala della pinacoteca funziona da sala monografica nella quale la Sovrintendenza ai Musei della Contea di Pest organizza mostre monografiche.
- Museo commemorativo Vajda Lajos - Il museo espone le opere di Lajos Vajda (1908-1941), il pittore che rivoluzionò l'arte figurativa ungherese.
- Museo dei trasporti - Il museo si trova in un capannone della rimessa delle Ferrovie Locali HÉV, costruita nel 1914. Nel capannone sono mostrati i mezzi di trasporto pubblico di Budapest e di altre città e l'officina della rimessa. Sulle rotaie, in parte all'aperto, è esposta una ricca collezione di materiale rotabile: vagoni, motrici e carrozze di servizio.
- Lapidario Romano di Szentendre - Il lapidario all'aperto, situato nella parte meridionale dell'Ulcisia Castra, presenta reperti dell'antico castrum romano. Fra gli oggetti esposti si segnalano: reperti funebri e religiosi, pietre commemorative poste in onore delle visite imperiali al castrum, modanature e pietre miliari. Nel 2004 sono stati avviati nuovi scavi archeologici. Szentendre è attualmente sede della "Sovrintendenza ai musei della contea di Pest" e qui è prevista la realizzazione di un parco archeologico e culturale.

### Palazzi e chiese

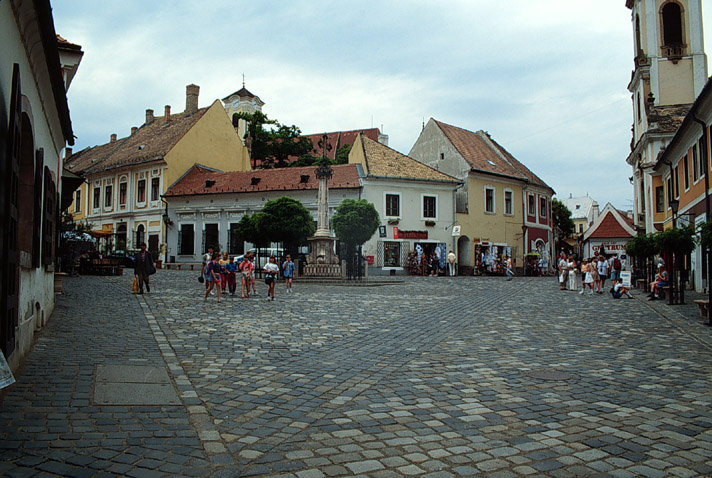
Piazza principale di Szentendre (Fő tér)

- Fő tér, (piazza principale) è circondata da diversi edifici in stile barocco e rococò. Nel centro della piazza si trova una colonna posta nel 1763 come ringraziamento per la fine di una epidemia.
- Pozsarevascka templom (chiesa serbo-ortodossa) del 1759-63 contenente un'iconostasi dello stesso periodo.
- Várdomb, collina e quartiere attorno alla piazza principale e su cui si trova la Plébániatemplom, chiesa cattolica parrocchiale dedicata a San Giovanni Battista, di origine romanica, rifatta nel XIV-XV secolo e barocchizzata nel XVIII secolo, è la più antica chiesa della città.
- Cattedrale serbo-ortodossa di Saborna, dedicata alla Assunzione di Maria, costruita tra il 1756 e il 1764, con iconostasi del XVIII secolo, sede della diocesi serbo-ortodossa che comprende Ungheria e Romania.